# Celmi Modelo 1943
La Celmi M.1943 fue una pistola construida en Uruguay por Celmi Hnos en 2 calibres.

## Variantes
Una 1.ª versión, se fabricó solamente en calibre 7,65 Browning (.32 ACP) y la ventana de expulsión se encontraba posicionada en el lateral derecho de la corredera, la cual presenta los marcajes correspondientes y la leyenda IND.URUGUAYA.
Este modelo de pistola Celmi fue presentada para su evaluación ante el Servicio de Material y Armamento del Ejército Nacional, cuya Dirección Técnica sometió al arma a pruebas tendientes a comprobar la regularidad de su funcionamiento y la seguridad en porte y manejo.
La prueba de regularidad se efectuó sin que se produjera ningún encasquillamiento, detención o entorpecimiento de los mecanismos en fuego semiautomático.
La prueba de seguridad en el porte y manejo constó en dejar caer al suelo el arma sin el seguro colocado y con cartucho en la recámara. Se efectuaron dos instancias sin que la pistola se disparara. También se ensayó la eficacia del seguro.
Se destacó que por su diseño , terminaciones y funcionamiento competía ventajosamente con las mejores armas similares extranjeras, siendo superior a algunas de ellas en cuanto a la calidad de sus materiales y mecanismo simplificado.
El informe de las pruebas fue avalado por el director general del Servicio de Material y Armamento.

### 2° Variante
Una 2.º versión, se fabricó en dos calibres: 7,65 mm Browning (.32 ACP) y 9 mm corto (.380ACP).
En esta segunda versión hemos encontrado ventanas de expulsión del primer modelo.
La otra variante encontrada es la de ventana de expulsión posicionada en la parte superior de la corredera, la cual presenta los marcajes correspondientes y la leyenda MONTEVIDEO URUGUAY.
Presenta otras diferencias con el modelo anterior en el seguro, traba de corredera y segrinado de las cachas.
Estas pistolas de la segunda versión tuvieron mayor producción y son más frecuentes en colecciones privadas , si bien ambos modelos son sumamente escasos.
En la década de 1950 la petrolera estatal compró una serie de armas para su seguridad, dichas armas estaban grabadas ANCAP ( Administración Nacional de Combustibles Alcohol y Portland ) y numeración de uso interno.
Observando los detalles constructivos de ambos modelos de pistolas no caben dudas de que los hermanos Celmi se inspiraron en la afamada pistola alemana Walther modelo PP (Polizeipistole), pero con características propias que las hacen únicas.